# Mandy Islacker
Mandy Islacker is een Duitse voetbalspeelster die speelt als aanvaller.
Sinds 2015 komt ze uit voor het Duitse vrouwenelftal.
In 2016 werd ze kampioen op de Olympische zomerspelen in Rio de Janeiro.

## Privé
Mandy Islacker is de dochter van Frank Islacker en de kleindochter van Franz Islacker, die ook voetballer waren.